# Oni (distrikt)
Oni (georgiska: ონის მუნიციპალიტეტი, Onis munitsipaliteti) är ett distrikt i Georgien. Det ligger i regionen Ratja-Letjchumi och Nedre Svanetien, i den norra delen av landet.